# Place du Général-Kœnig
La place du Général-Kœnig est une voie située dans le quartier des Ternes du 17e de Paris.

## Situation et accès
Précédemment dénommée « place de la Porte-des-Ternes », même si ce nom a disparu de la nomenclature des rues de Paris, elle est toujours connue sous le nom de « porte des Ternes » par les Parisiens, d'autant que l'avenue de la Porte-des-Ternes commence sur cette même place du Général-Kœnig pour finir avenue du Roule au début du territoire de Neuilly-sur-Seine.
Elle est limitée d'un côté par la rencontre des boulevards Pershing et d'Aurelle-de-Paladines, de l'avenue de la Porte-des-Ternes et de l'autre par le boulevard Gouvion-Saint-Cyr. 
La place du Général-Kœnig est desservie par la ligne 1 à la station Porte Maillot.

## Origine du nom
Elle porte le nom de Pierre Kœnig (1898-1970), général français et homme politique, célèbre par sa résistance à Bir-Hakeim en 1942. Il est ministre de la Défense nationale de 1954 à 1955 et fait maréchal de France à titre posthume.

## Historique

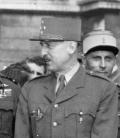
Le général Koenig en 1944.

Dans les années 1930, la place actuelle est créée pour la partie située entre le boulevard Gouvion-Saint-Cyr et la partie circulaire de la place, sur l'emplacement des anciennes fortifications de Thiers entre les bastions nos 50 et 51 et pour le restant du rattachement d'une partie de Neuilly-sur-Seine à Paris par décret du 18 avril 1929, de la « place Gallieni, » antérieurement appelée« rond-point de la Révolte » de la commune de Neuilly-sur-Seine.  Aménagée par la Ville de Paris, elle prend le nom de « place de la Porte-des-Ternes ».
En 1978, elle prend son nom actuel.
Tout près de là, au sud de la porte Maillot dans le square Alexandre-et-René-Parodi a été érigée une statue en son honneur nommée le Vent des batailles. Le monument réalisé en acier inoxydable est l’œuvre de l'artiste Albert Féraud, lauréat du Grand Prix de Rome en 1951. Il rappelle la ruée héroïque dans le désert libyen et la résistance du général à la tête de la 1re DFL à Bir Hakeim, permettant la victoire d'El-Alamein en 1942, pendant la Seconde Guerre mondiale. Une allée du Général-Kœnig a été créée en 1979 au bord du square Marguerite-Long, vers le nord de la place.

## Bâtiments remarquables et lieux de mémoire
Le Monument des aéronautes du siège de Paris de 1870-1871 était situé « rond-point de la Révolte »
L'église Notre-Dame-de-Compassion de Paris est une chapelle qui fut initialement élevée à l'emplacement de la maison où mourut le prince Ferdinand-Philippe d'Orléans, fils du roi Louis-Philippe, à la suite d'un accident de voiture dans lequel il perdit la vie le 13 juillet 1842Anciennement dénommée chapelle Saint-Ferdinand, elle fut construite en 1843 selon les plans de l'architecte du roi Pierre-François-Léonard Fontaine. Lors de la construction du palais des congrès de la porte Maillot en 1964, l'édifice a été déplacé d'une centaine de mètres et reconstruit pierre par pierre au 25, boulevard Pershing, sur la place du Général-Kœnig (porte des Ternes).
En 1933, l'ancienne actrice Paulette Duval ouvre au no 2 de la place un institut de beauté spécialisé dans le rajeunissement, où l'on prétend effacer les rides sans chirurgie,.
L'hôtel Hyatt Regency Paris Étoile (ancien hôtel Concorde Lafayette) domine le sud de la place. Avec ses 137 mètres de haut, il s'agit de l'un des plus hauts hôtels français après celui de la Tour Part-Dieu à Lyon (et du troisième plus haut bâtiment sur le territoire de la ville de Paris après la tour Eiffel et la tour Montparnasse). Il fut construit à partir de 1970 sur l’emplacement de l’ancien Luna Park, en même temps que le palais des congrès de Paris situé juste à côté, dont il constitue l'entrée nord.

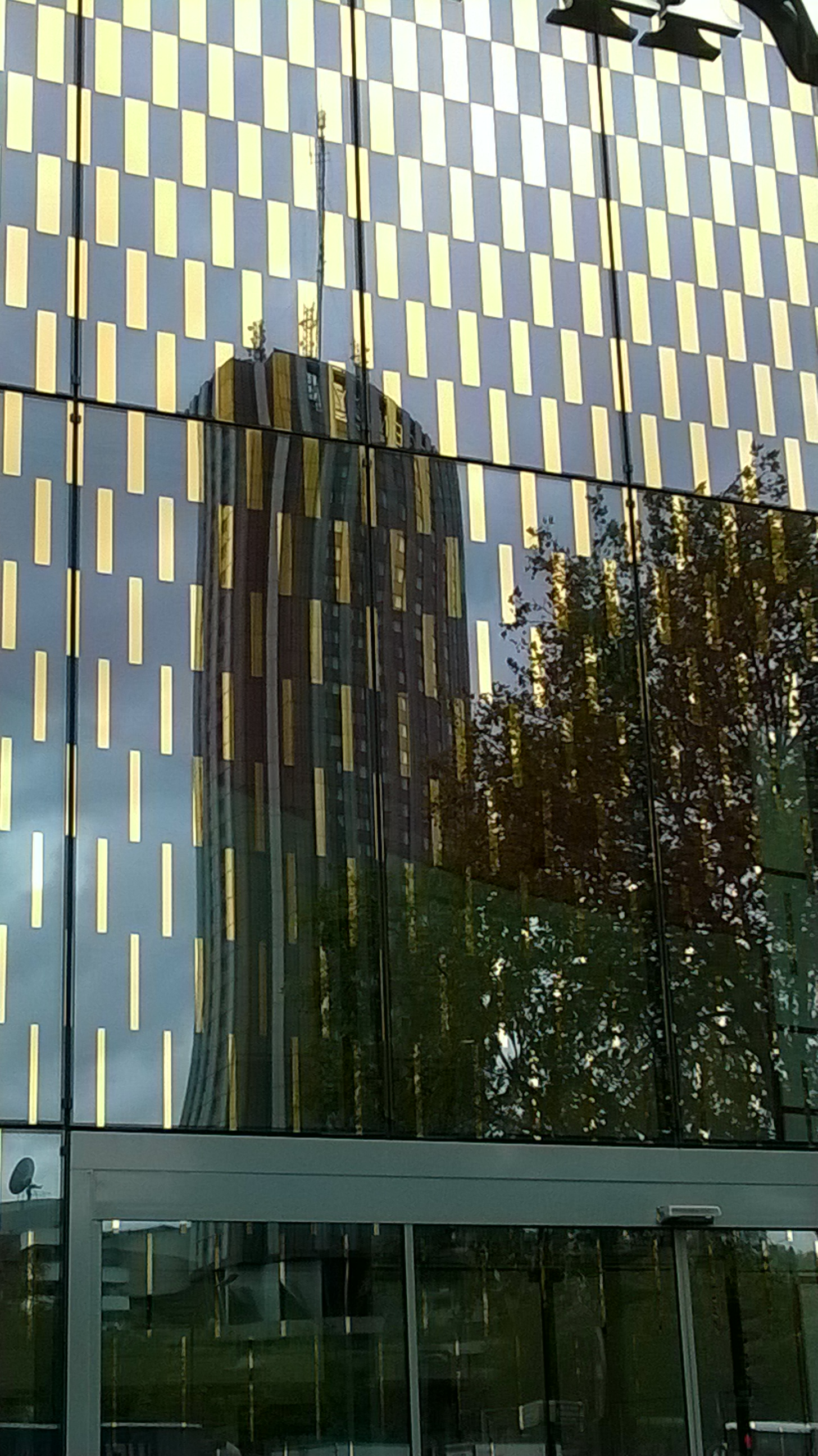
Reflet de l'hôtel Hyatt (Concorde-Lafayette).
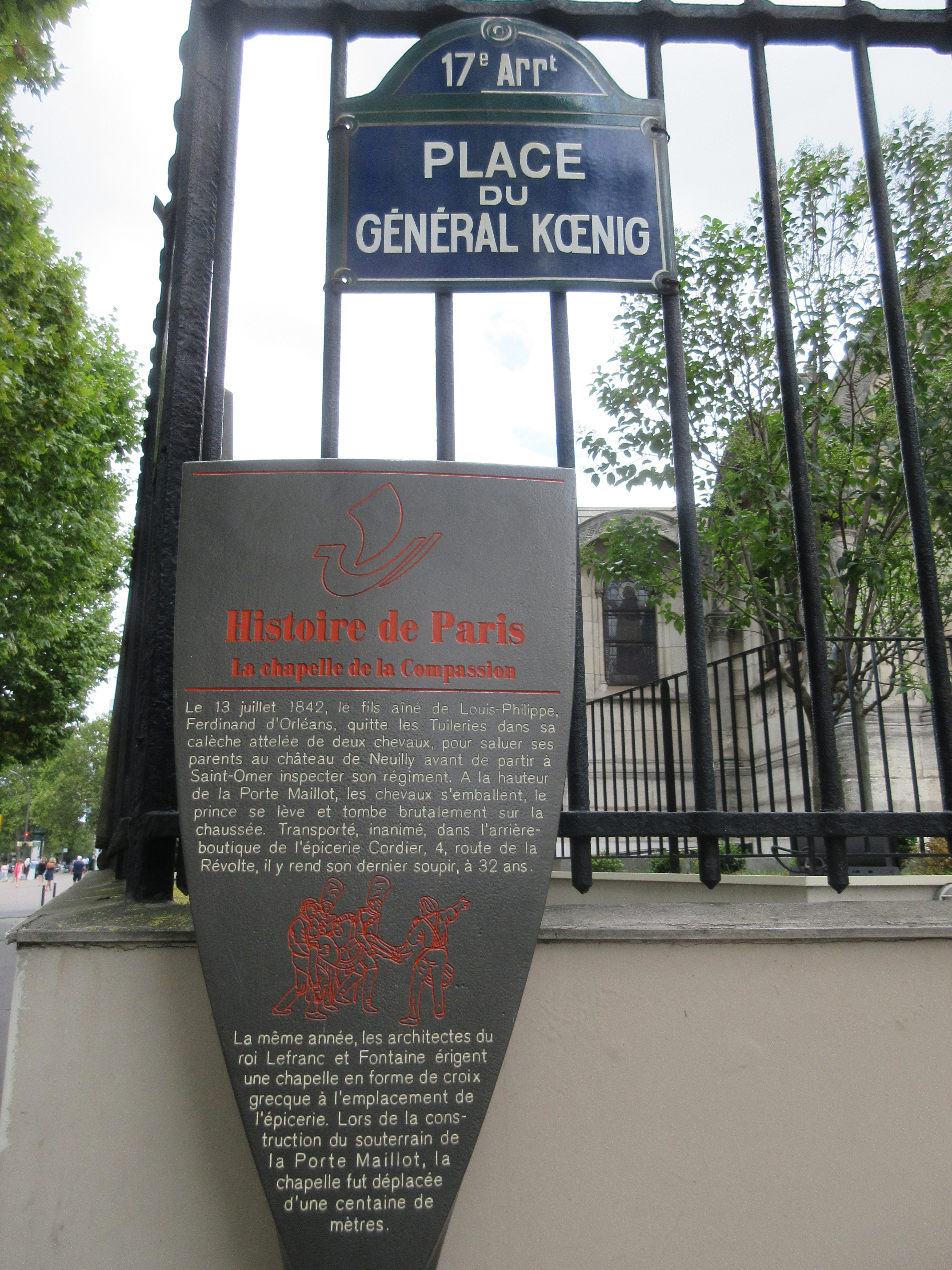
Panneau Histoire de Paris « Chapelle de la Compassion »
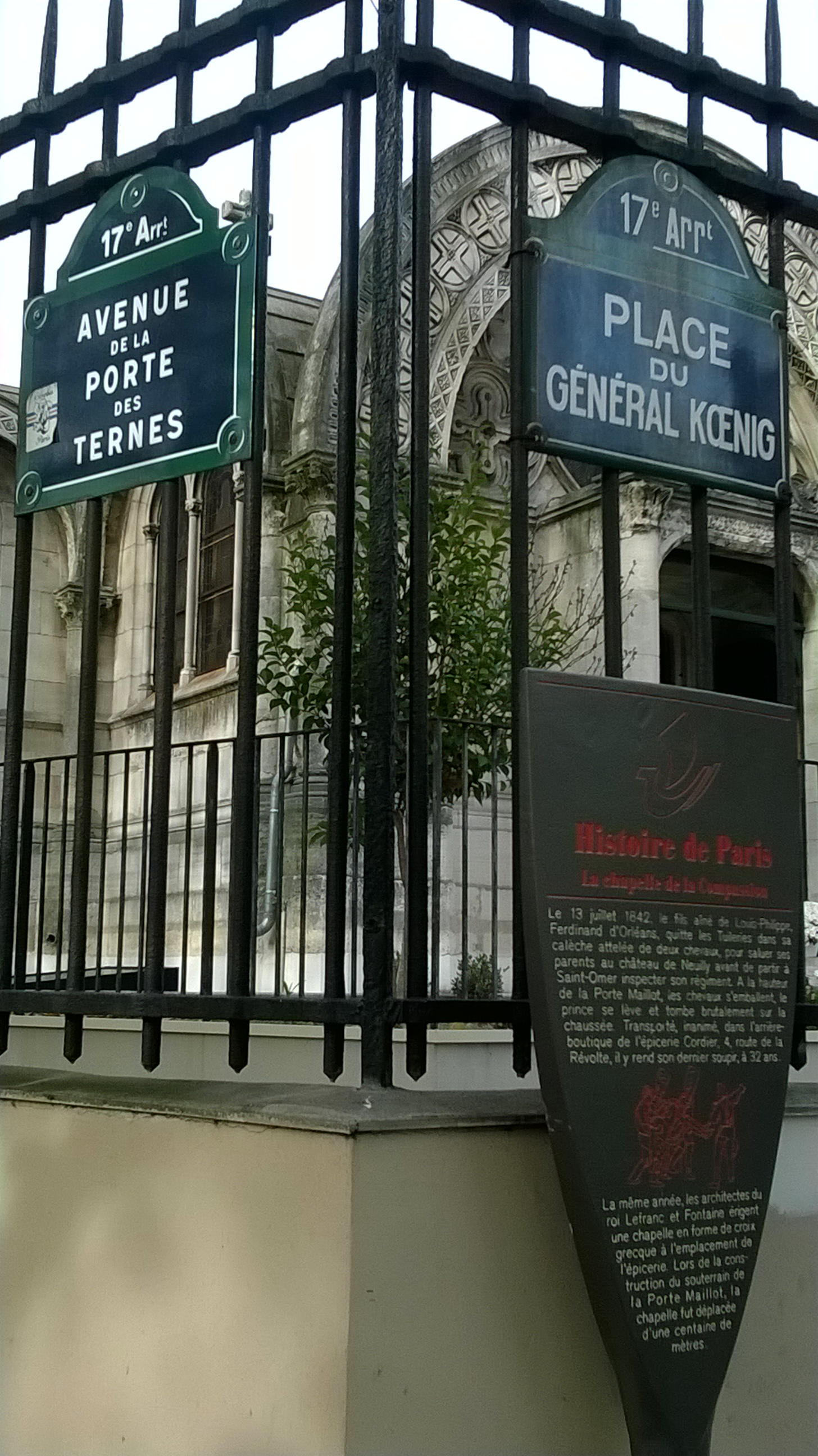
Devant l'église Notre-Dame-de-Compassion de Paris.
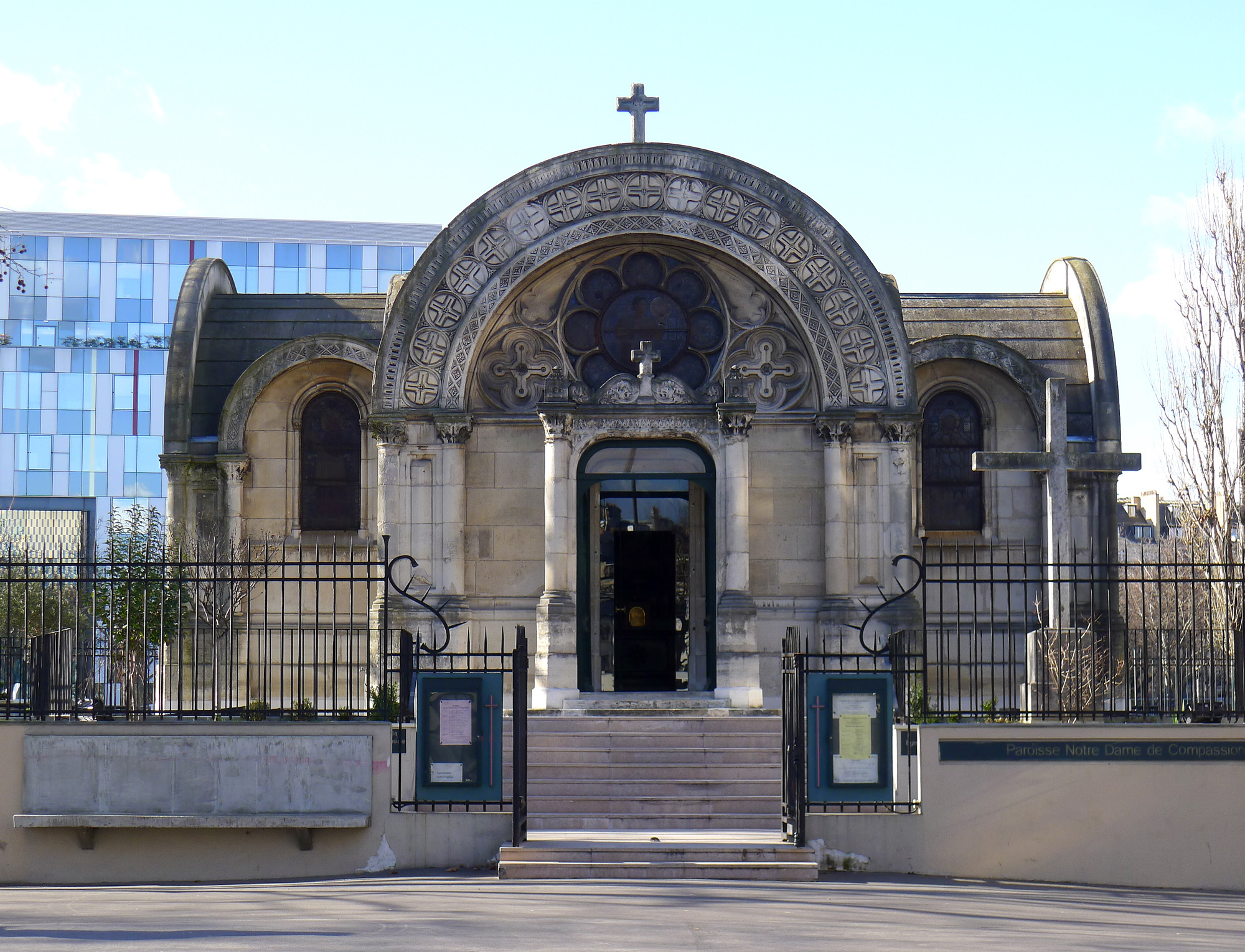
Façade de l'église.
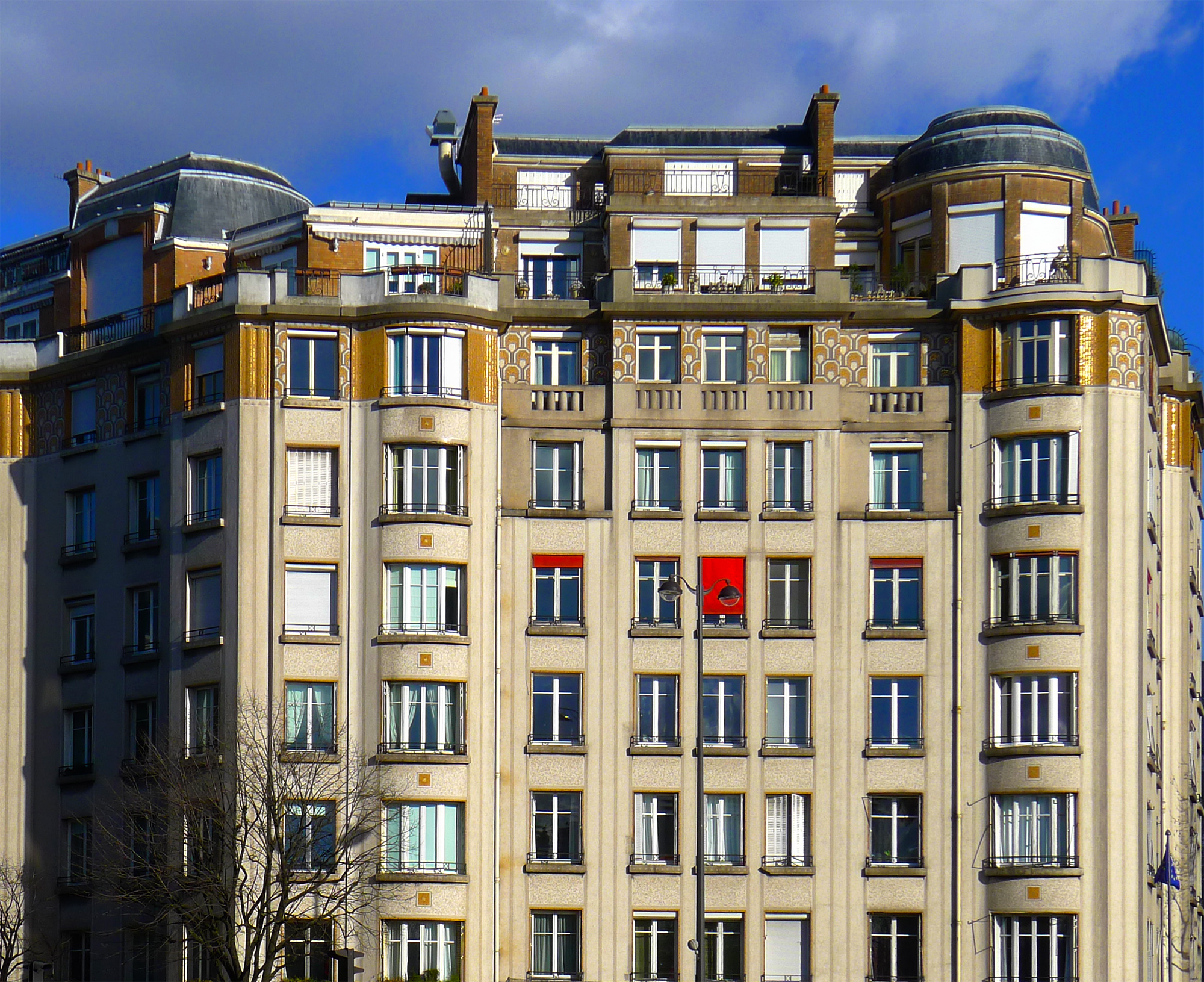
Immeuble Art déco.

## Voir Aussi